# نوربرت شميلزر
نوربرت شميلزر (بالهولندية: Wilhelm Klaus Norbert Schmelzer)‏ هو دبلوماسي ومقاوم وعازف بيانو وملحن واقتصادي وشاعر وسياسي هولندي، ولد في 22 مارس 1921 في روتردام في هولندا، وتوفي في 14 نوفمبر 2008 في زانكت إنغبرت في ألمانيا. حزبياً، نشط في حزب النداء الديمقراطي المسيحي والحزب الكاثوليكي الشعبي. وقد انتخب وزير الخارجية وانتخب عضو مجلس الشيوخ في هولندا وانتخب عضو مجلس نواب هولندا ‏.

## روابط خارجية
- نوربرت شميلزر على موقع مونزينجر (الألمانية)